# جمعية كونيتيكت العامة
جمعية كونيتيكت العامة (بالإنجليزية: Connecticut General Assembly)‏ هي الهيئة التشريعية لكونيتيكت، تتكون من المجلس الأعلى مجلس شيوخ كونيتيكت
الذي يضم 36 مقعداً، والمجلس الأدنى مجلس نواب كونيتيكت .